# Fischbrötchen
Il Fischbrötchen è un tipico cibo di strada tedesco, diffuso per lo più nelle regioni del Nord del Paese. Si tratta di un panino farcito da diversi tipi di pesce, prevalentemente aringhe marinate, e condito con cipolle e all'occasione con cetrioli e salse di vario tipo. Viene normalmente venduto in chioschi ambulanti, come cibo da asporto o in fast food locali.
È stato nominato dalla rivista Time uno dei migliori 13 panini imbottiti del mondo.

## Varianti
Per l'imbottitura dei Fischbrötchen vengono per di più utilizzate varietà di pesci presenti nel Mare del Nord e nel Mar Baltico, come salmoni, granchi, sgombri e soprattutto aringhe, le quali si possono trovare in diverse forme:
- aringa marinata Rollmops: si tratta di rotoli di aringhe marinate arrotolate attorno ad un cetriolo e tenute insieme da due stecchini di legno;
- aringa marinata Matjes: si tratta di aringhe femmine, catturate prima del raggiungimento della maturità sessuale (pertanto più ricche di grassi) e marinate in acqua, sale e spezie;
- aringa marinata Bismarkhering: questa aringa, marinata in aceto e spezie, prende il nome dal cancelliere dell'Impero tedesco Otto von Bismarck, il quale se la faceva portare a Berlino periodicamente da Stralsund sul mar Baltico;[2]
- aringa fritta Brathering.

Inoltre, come farcitura del panino può essere utilizzato anche un hamburger di pesce, comunemente chiamato Fischfrikadelle.